# 푸보티비
푸보티비(FuboTV Inc.)는 미국, 캐나다, 스페인 고객에게 서비스를 제공하고 맨해튼 미드타운에 본사를 둔 미국의 스트리밍 TV 서비스이다. 네트워크는 주로 라이브 스포츠를 배포하는 채널에 중점을 둔다. 액세스되는 국가에 따라 푸보가 제공하는 채널에는 프리미어리그, 내셔널 풋볼 리그(NFL), 메이저 리그 베이스볼(MLB), 전미 농구 협회(NBA), 내셔널 하키 리그(NHL), 메이저 리그 사커(MLS), 캐나다 프리미어리그(CPL) 및 국제 축구는 물론 뉴스, 네트워크 TV 시리즈 및 영화에 대한 액세스가 포함된다.
2015년 1월 1일 축구 스트리밍 서비스로 출시된 푸보는 2017년 종합스포츠 서비스로 전환한 뒤 vMVPD(Virtual Multichannel Video Program Distribution) 모델로 전환했다. vMVPD로서 푸보는 여전히 스포츠 우선 서비스로 마케팅하고 있지만 이후 리얼리티 쇼, 프리미엄 영화, 케이블 뉴스 등 다른 장르에 속하는 채널을 포함하도록 프로그래밍을 확장했다.
2018년 기준 푸보는 미국, 캐나다, 스페인에서 출시되었다. 미국에는 100개 이상의 선형 콘텐츠 채널로 구성된 기본 패키지를 포함하여 다양한 채널 라인업을 갖춘 여러 서비스 옵션이 있으며, 여기에는 경쟁 서비스에서 볼 수 있는 무료 콘텐츠 스트림도 포함된다. 더 많은 프로그래밍 옵션, 스페인어 콘텐츠, 프리미엄 영화 네트워크 또는 추가 기능을 원하는 시청자를 위해 다양한 추가 기능 패키지도 제공된다.
2024년 3월 기준으로 회사는 북미 지역 가입자 151만 1000명을 포함해 전 세계 유료 가입자 190만 8000명을 보유하고 있다고 밝혔다.

## 지원 장치

### TV 연결
- Apple TV (4세대 이상)
- 로쿠
- 아마존 파이어 TV
- 안드로이드 TV
- 삼성 스마트 TV
- LG 스마트 TV
- 하이센스
- 비지오 (기업)
- 엑스박스 원
- 엑스박스 시리즈 X/S

### 모바일
- iOS 휴대 기기
- 안드로이드 (운영체제) 휴대 기기
- 크롬캐스트 (iOS 및 안드로이드)

### 컴퓨터
- 윈도우, 맥, 리눅스 호환 브라우저